# Ibrahim Dossey
Ibrahim Dossey Allotey (* 24. November 1972 in Accra; † 9. Dezember 2008 in Bukarest) war ein ghanaischer Fußballspieler, der unter anderen auch für den FC Brașov, Rapid Bukarest und Pandurii Târgu Jiu gespielt hat.

## Karriere
Dossey begann seine Karriere beim FC Brașov 1996 und wechselte im Jahre 2000 zu Rapid Bukarest, blieb dort 4 Jahre, bis er dann in den Jahren 2004 bis 2006 wieder für den FC Brașov spielte. 2006 wechselte er dann zu Pandurii Târgu Jiu, verblieb dort bis 2008 und unterzeichnete dann einen Vertrag beim FCM Târgoviște unterzeichnete, dort konnte er allerdings aufgrund des Autounfalls kein Spiel mehr antreten.
Ibrahim Dossey nahm mit dem FC Brașov in der Saison 2001/02 am UEFA-Pokal teil. Mit der ghanaischen Mannschaft gewann er die erste Fußballmedaille für Afrika bei den Olympischen Sommerspielen 1992.

## Tod
Zwei Tage nachdem er bei FCM Târgovişte unterschrieben hatte, geriet Dossey am 18. September 2008 in einen Autounfall, in der Nähe von Breaza im Kreis Prahova und fiel in ein Koma. Seine Frau und die beiden Kinder blieben bei dem Unfall unverletzt. Am 9. Dezember 2008 starb er mit 36 Jahren im Bagdasar Arseni Krankenhaus in Bukarest, ohne das Bewusstsein wiedererlangt zu haben. Er wurde in Hârșova begraben.